# ياهو! جيوسيتيز
ياهو! جيوسيتز (بالإنجليزية: Yahoo! GeoCities)‏ هي خدمة استضافة مجانية ومدفوعة لإنشاء مواقع الإنترنت تم إنشائها من قبل ديفيد بونيت وجون ريزنر في أواخر 1994 تحت اسم إنترنت بيفرلي هيلز Beverly Hills Internet (BHI). تم شراء هذه الشركة من قبل شركة ياهو! الاميركية في عام 1999 واستمر العمل بهذا الموقع وتوسيعه حتى اتخذت شركة ياهو قرارها بإغلاق الموقع العالمي وإزالة محتوياته -بعد إشعار المستخدمين طبعا- وذلك في عام 2009 أي بعد عشرة أعوام من شرائه لأسباب عدة من أبرزها تخفيف النفقات ووجود خدمة استضافة أخرى لدى شركة ياهو! وأسباب أخرى تتعلق بسياسات الشركة حيث تقرر اغلاق الموقع في جميع انحاء العالم ما عدا فرع اليابان الذي مازال يعمل ويقدم خدماته المتنوعة للمستخدمين اليابانيين فقط.
في الشكل الأصلي للموقع، كان بإمكان مستخدمي الموقع اختيار مدينة لوضع مواقعهم فيها. أسماء المدن سُميت بأسماء مدن حقيقة أو مناطق لها أسماء ذات علاقة بمحتوي المواقع. كمثال، المواقع التي لها علاقة بالحاسب توضع في وادي السيليكون SiliconValley والمواقع التي لها علاقة بوسائل الترفية توضع في هوليوود Hollywood. ثم بعد ذلك تطور الموقع ليقدم خدمة متكاملة كالاستضافة المدفوعة وتقديم الخدمات الميسرة لملاك المواقع كحجز الدومينات مباشرة وتوسيع الأعمال والدفع المباشر والدعم التقني والمالي لملاك المواقع التسويقية، لكن غالبية المستخدمين كانوا من رواد المواقع الترفيهية والهواة الذين كان لهم النصيب الأبرز من عدد المواقع المستضافة.

## وصلات خارجية
- الموقع الرسمي